# Wahlen zum Repräsentantenhaus der Vereinigten Staaten 1920
Bei den Wahlen zum Repräsentantenhaus der Vereinigten Staaten 1920 wurden am 2. November 1920 in den Vereinigten Staaten die Abgeordneten des Repräsentantenhauses gewählt. Im Bundesstaat Maine fanden die Wahlen bereits am 13. September statt. Die Wahlen waren Teil der allgemeinen Wahlen zum 67. Kongress der Vereinigten Staaten in jenem Jahr, bei denen auch ein Drittel der US-Senatoren gewählt wurden. Gleichzeitig fand auch die Präsidentschaftswahl des Jahres 1920 statt, die der Republikaner Warren G. Harding gewann.
Zum Zeitpunkt der Wahlen bestanden die Vereinigten Staaten aus 48 Bundesstaaten. Die Zahl der zu wählenden Abgeordneten war 435. Die Sitzverteilung basierte auf der Volkszählung von 1910.
Bei der Wahl kam es zu einem erdrutschartigen Sieg der Republikaner. Sie gewannen 62 Sitze hinzu und stellten nun mit 302 Mandaten eine Zweidrittelmehrheit im Repräsentantenhaus. Für die Demokraten war es die vierte Wahl in Folge, bei der sie Verluste hinnehmen mussten. Mit 61 Sitzen verloren sie massiv und kamen nun nur noch auf 131 Mandate. Die Partei konnte nur im Süden ihre Mandate verteidigen. Außerhalb der Südstaaten gingen über 90 Prozent der Sitze an die Republikaner. Grund für dieses Ergebnis war die immer mehr zunehmende Kritik an der Politik von Präsident Wilson und seiner Demokratischen Partei. Damit ging es um die Frage der zukünftigen amerikanischen Außenpolitik. Wilson und die Demokraten wünschten sich eine aktive Politik der Vereinigten Staaten auf der Weltbühne. Sie traten für einen amerikanischen Beitritt zu dem von Wilson gegründeten Völkerbund ein. Dagegen wollten sich die Republikaner entsprechend der Monroe-Doktrin aus außer-amerikanischen Angelegenheiten heraushalten. Sie traten für den amerikanischen Isolationismus ein. Ihr Schwerpunkt lag auf der Handels- und Wirtschaftspolitik. Ein weiteres Wahlkampfthema war die Prohibition. Bemerkenswert ist, dass die Demokraten, die während des Ersten Weltkriegs die Bundesregierung gestellt hatten, nicht von dem amerikanischen Sieg profitieren konnten. Die meisten Wähler folgten der Republikanischen Argumentation und befürworteten einen amerikanischen Rückzug aus der Weltpolitik. Dieser Trend setzte sich auch in den anderen Wahlen des Jahres 1920, einschließlich der Präsidentschaftswahlen, fort. Erstmals nahmen nach der Verabschiedung des 19. Zusatzartikel zur Verfassung der Vereinigten Staaten Frauen bundesweit an den Wahlen teil.
Vor allem in den Südstaaten war das Wahlrecht durch Gesetze eingeschränkt, die das Wahlrecht an ein bestimmtes Steueraufkommen knüpften. Dadurch wurden ärmere Weiße, vor allem aber viele Afro-Amerikaner vom Wahlrecht ausgeschlossen. Diese Einschränkungen galten bis zur Verabschiedung des 24. Zusatzartikel zur Verfassung der Vereinigten Staaten im Jahr 1964.

## Wahlergebnis
- Demokratische Partei 131 (192) Sitze
- Republikanische Partei 302 (240) Sitze
- Sonstige: 2  (2) Sitze
- Vakanz: 0 (1) Sitze

Gesamt: 435 (435)
In Klammern sind die Ergebnisse der letzten Wahl zwei Jahre zuvor. Veränderungen im Verlauf der Legislaturperiode, die nicht die Wahlen an sich betreffen, sind bei diesen Zahlen nicht berücksichtigt, werden aber im Artikel über den 67. Kongress im Abschnitt über die Mitglieder des Repräsentantenhauses bei den entsprechenden Namen der Abgeordneten vermerkt. Das Gleiche gilt für Wahlen in Staaten, die erst nach dem Beginn der Legislaturperiode der Union beitraten. Daher kommt es in den Quellen gelegentlich zu unterschiedlichen Angaben, da manchmal Veränderungen während der Legislaturperiode in die Zahlen eingearbeitet wurden und manchmal nicht.

## Weblink
- Party Divisions